# Monoporella fimbriata
Monoporella fimbriata är en mossdjursart. Monoporella fimbriata ingår i släktet Monoporella och familjen Monoporellidae. Utöver nominatformen finns också underarten M. f. carinifera.